# Pseudotriccus pelzelni
O Pseudotriccus pelzelni é uma espécie de pássaro da família Tyrannidae. É encontrada no seguintes países: Colômbia, Equador, Panamá e Peru. Seu habitat natural são regiões subtropicais ou florestas montanhosas.